# Grote of Sint-Laurenskerk (Róterdam)

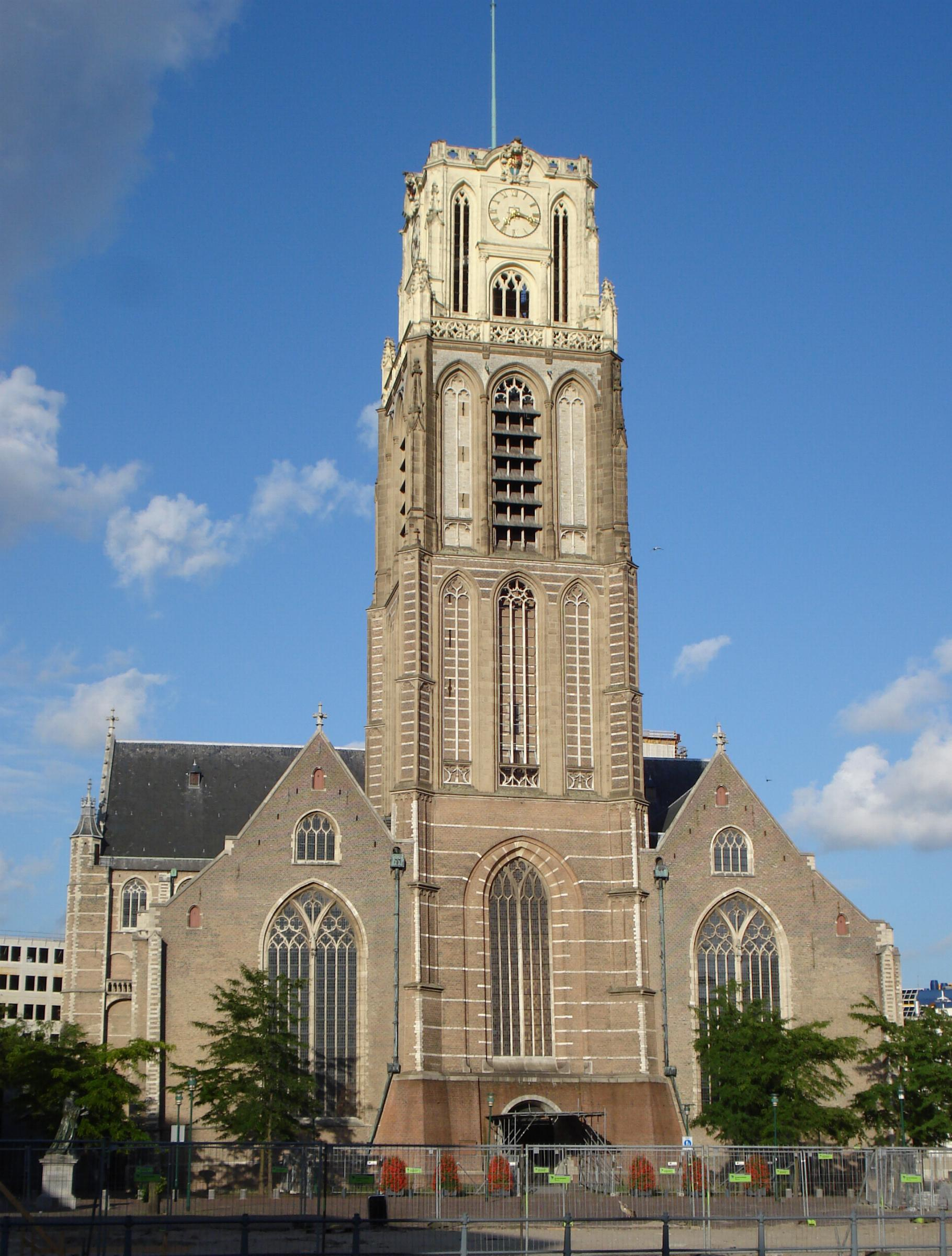
Grote of Sint-Laurenskerk

Grote of Sint-Laurenskerk (en español: Iglesia Grande de San Lorenzo) es una iglesia protestante en Róterdam. Es la única iglesia que se conserva desde el tiempo medieval de dicha ciudad.

## Historia

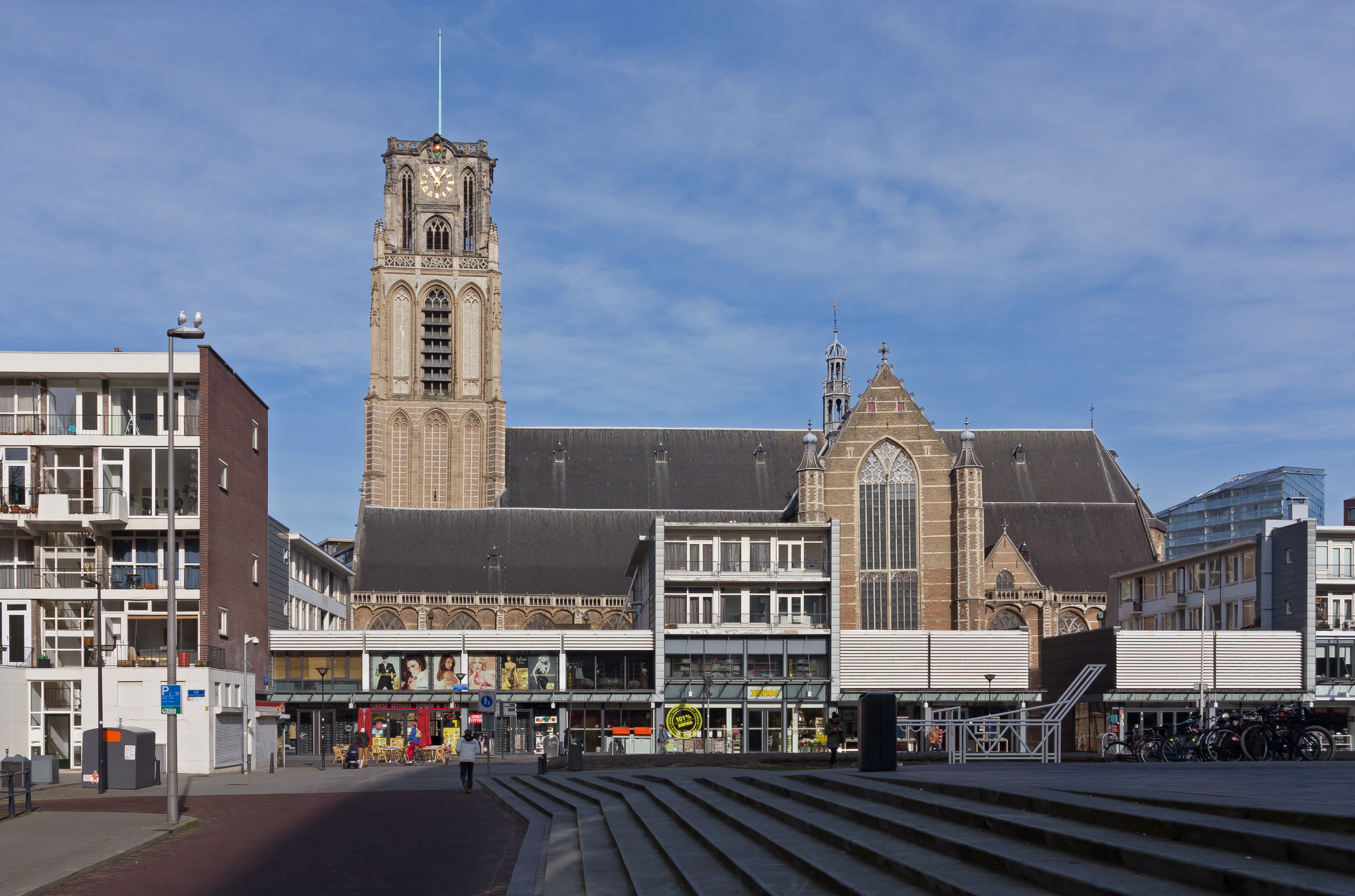
La iglesia: de Sint Laurenskerk

La iglesia fue construida entre 1449 y 1525. En 1621, una aguja de madera fue adicionada a la torre la cual fue diseñada por Hendrick de Keyser. La baja calidad de la madera utilizada causó su demolición en 1645. Un cubo de piedra fue adicionado a la torre que resultó ser demasiado fuerte para la construcción en 1650. Más pilares fueron colocados en 1655 lo cual corrigió la situación.
En el ataque aéreo de Róterdam en 1940, el edificio quedó seriamente dañado. Al principio, la intención fue demoler la iglesia, pero la reina de Holanda Wilhelmina se opuso. La comisión provisional de monumentos nacionales tenía dentro de sí personas que apoyaban la demolición y su restauración. Particularmente, el miembro y arquitecto Jacobus Oud se opuso a la reconstrucción de la misma en 1950 y presentó una alternativa en la cual se conservaba la torre y se construiría una pequeña iglesia. Esta alternativa fue rechazada más que todo porque Laurenskerk era vista como un símbolo de la resistencia de la comunidad de Róterdam. En 1952, la reina Juliana colocó la piedra fundacional para la restauración, la cual fue completada en 1968.